# 두리둥실 뭉게공항
《두리둥실 뭉게공항》(영어: The Airport Diary, 중국어 간체자: 云奇飞行日记, 정체자: 小飛機大冒險)은 대한민국의 DPS에서 기획하고 DPS, KTH, 중화인민공화국의 핑고가 제작하였으며 KBS에서 방영하고 있는 유아용 풀 3D 애니메이션이다. 비행기와 공항을 소재로 하여 만든 작품이며 3기까지 방영종료되었다.

## 개요
대한민국에서 만들어지는 유아용 애니메이션 가운데 탈것을 소재로 한 작품은 보통 자동차를 주요 소재로 한 것이 많으나 이 작품은 특이하게 비행기와 공항을 소재로 하여 만들었다. 1기가 처음으로 방영된 2012년에 칸느 가전 및 프로그램 박람회에서 어린이 심사위원단상(Kids' Jury) 유아용 애니메이션 부문 그랑프리, 2012 서울 캐릭터 프로모션 & 피칭에서 최우수상, 그리고 2012 대한민국 콘텐츠 대상 애니메이션 부문 대통령상 등 3관왕을 기록하였다.

## 줄거리

### 1기
오지의 ‘울라불라 공항’이라는 작은 비행장에서 살던 경비행기 ‘윙키’는 더 넓은 세상을 경험하기 위해 초대형 허브 공항인 ‘뭉게공항’으로 옮겨 오게 된다. 저가 항공사의 소형 민항기로서 새로운 삶을 시작하게 된 윙키는 뭉게공항에서 벤, 애니, 에밀리, 구구, 일리, 포스킹, 롱롱 등의 비행기와 지상 차량을 만나게 되고 세계일주를 하겠다는 꿈을 가지게 된다. 윙키는 주어진 업무를 수행하고, 친구들과 여러 가지 일을 겪으면서 우정을 쌓고 생에서 진정 필요한 것이 무엇인지 배워 나가게 된다.

### 2기
그동안 뭉게공항에서 많은 것을 배웠다고 자부하는 윙키는 드디어 세계일주의 꿈을 이루기 위해 출발한다. 하지만 준비가 완전치 못해 결국 실패하고 사막 한가운데에서 로키 선생이 운영하고 있는 비행학교인 ‘날개학교’에 불시착한다. 윙키는 모자라는 비행술을 보충하기 위해 에밀리, 벤과, 그곳에서 만난 썬더, 펠리코, 캘리 등과 함께 날개학교에 입학하게 된다. 그 이후 날개학교의 비행기들은 뭉게공항에서의 업무를 병행하면서 날개학교에서 로키에게 여러 가지 비행술에 관한 교육을 받게 되며, 여러 가지 일들을 겪으며 성장하게 된다.

## 등장 캐릭터

### 뭉게공항
대도시와 접해 있는 초대형 허브 공항으로 전 세계에서 수많은 항공기들이 몰려드는 곳이다. 제작진이 인천국제공항을 모티브로 삼아 만들었다고 알려져 있다.

#### 취항 항공기
- 윙키 (영어: Winky, 중국어: 雲奇 (중국과 대만))
  - 참고 기종: 세스나 421

온대 지역 섬에 있는 울라불라 공항에서 일하다가 뭉게공항으로 넘어온 저가 항공사 윙윙 에어라인 소속의 소형 민항기이다. 한 두명 정도의 승객이나 작은 소포를 나르는 것이 주된 업무지만 그마저도 많지 않기 때문에 업무보다 다른 일로 시간을 보내는 일이 많다. 뭉게공항에 와서 만난 다른 비행기들에게 세계 방방곳곳에 관한 이야기를 들은 이후 세계일주를 하겠다는 꿈을 갖게 된다. 착륙하는 데 유난히 어려움을 겪는 편이다.
- 에밀리 (영어: Emily, 중국어: 莉莉 (중국), 艾蜜莉 (대만))
  - 참고 기종: Sbach 300

에어하트 에어라인 소속의 레저용 경비행기이다. 귀여워 보이는 겉모습과는 달리 모험심과 호기심이 강해서 여기저기 탐험하는 것을 좋아하며 새로운 장소를 발견해서 자기 이름을 붙이기도 한다. 전용 크루인 퀴니의 딱딱한 비행예절 수업을 싫어한다.
- 포스킹 (영어: Forceking, 중국어: 黑麒 (중국), 波思奇 (대만))
  - 참고 기종: 보잉 747 (엔진위치와 후미익 변형함)

킹 에어라인 소속의 전세기이다. 엔진이 후방동체와 날개 아래쪽에 각각 2개씩을 장착하고 있는 특이한 형상을 하고 있다. 자존심이 강하고 주목받는 것을 좋아하지만 다른 이를 잘 배려하지 않고 독설을 내뱉는 일이 많다. 대통령 전용기가 되는 것이 꿈이다.
- 구구 (영어: Gugu, 중국어: 咕咕 (중국), 阿古 (대만))
  - 참고 기종: 록히드 C-130 허큘리스(민간 사양인 LM-100J)

걸리버 익스프레스 소속의 화물 전용 수송기이다. 포스킹과는 정 반대로 친절하고 온순한 성격의 소유자이다. 일하는 것을 즐겁게 생각하며 항상 열심히 일한다. 다른 항공기에 공중급유를 해줄 수 있는 능력을 가지고 있다.
- 일리 (영어: Illy, 중국어: 婷婷 (중국), 伊莉 (대만))
  - 참고 기종: ATR 42

윌 에어 소속의 우편 수송기이다. 책임감이 강하고 개인적인 사정보다 업무를 더 우선시한다. 심장병에 걸린 어린이를 위해 기증받은 심장을 공수하게 된 것을 계기로 사람들을 돕는 비행기가 되는 것이 꿈이 되었다.
- 롱롱 (영어: Longlong, 중국어: 隆叔 (중국), 隆隆 (대만))
  - 참고 기종: 에어버스 A380

바캉스 에어라인 소속의 대형 민항기이다. 주로 휴양지 등에 취항하기 때문에 세상을 바라보는 눈이 낙관적이고 낭만적이다. 경험이 풍부해서 뭉게공항의 다른 비행기들에게 이런저런 이야기를 해 주지만 뜬구름 잡는 소리인 경우가 많다.
- 헬포 (중국어: 泡泡 (중국))
  - 참고 기종: 카모프 Ka-27

지역 소방대에 소속되어 있는 소방헬기이다. 화재진압 및 긴급구조 업무를 맡고 있다.
- 주변 비행기
  - 참고 기종: 보잉 777

여러 공항에 있는 비행기들,엔진 위치가 변한 것이 있다.

#### 지상 지원 차량 · 건물
- 애니 (영어: Any, 중국어: 雅琳 (중국), 安妮 (대만))

뭉게공항의 관제탑이다. 감정적으로는 온화하지만 일에 있어서는 공사가 뚜렷하고 침착하다. 공항 안에서 벌어지는 모든 상황을 관리하고 통제할 수 있을 정도의 능력을 갖추고 있어서 뭉게공항의 운영에 큰 역할을 담당하고 있다. 하지만 어리고 경험이 적은 윙키를 감쌀 때가 종종 있다.
- 벤(영어: Ben, 중국어: 兵兵 (중국))

윙윙 에어라인 소속의 차량으로 윙키의 전용 크루이다. 말수가 적지만 속이 깊어서 윙키에게는 형 같은 역할을 한다. 책을 모으고 읽는 것을 좋아하며 기계를 다루는 것에 관심이 있는 듯하다.
- 벤
  - 참고 기종: 자체 디자인(스즈키 에브리의 동체에 폭스바겐 T1의 전면부 그래픽 적용)

뉴뉴공항의 차량으로 모든 일은 나 혼자 하려고 한다,
사실 그는 잘해 보고 싶어서 그런 것이다.
- 미코 (영어: Miko,  중국어: 妮妮 (중국), 美可 (대만))
  - 참고 기종 : CT&T e-zone

뭉게공항 소속의 팔로우미카(follow-me car)로서 지상에서 항공기를 유도하는 업무를 맡고 있다. 다른 캐릭터의 일에 관심이 많으며 말이 많아서 여기저기에서 수다를 떨고 다닌다. 조류퇴치 업무도 겸하고 있지만 새를 좋아하는 편이다.
- 블링 (영어: Bling, 중국어: 貝貝 (중국), 亮亮 (대만))

뭉게공항 소속의 청소차로서 주기장의 이물질을 제거하여 F.O.D.를 방지하는 임무를 맡고 있다. 결벽증이 있어서 작은 티끌 하나도 용납하지 않는다. 미코와 친해서 항상 붙어다닌다.
- 지푸 (영어: Gpu, 중국어: 悠悠 (중국), 智布 (대만))

뭉게공항 소속의 지상전원장치로서 항공기 엔진 시동에 필요한 전원을 공급하는 임무를 맡고 있다. 노는 것을 좋아하며 항상 들떠 있지만 그 자체도 전기에너지로 작동되기 때문에 다른 항공기에 전력을 공급하고 나면 기운이 빠져 제대로 움직이지도 못 하게 된다.
- 폴 (영어: Pole, 중국어: 博文 (중국))
  - 뭉게공항의 지상 관제탑이다. 항공기의 지상관제를 맡고 있지만 항공관제 자격을 얻기 위해서 노력한다. 하지만 긴장을 잘하고 소심한 성격 탓에 잘 되지는 않는다.

- 퀴니

에밀리의 전용 크루로 비행예절을 강의하는 강사이다. 예의범절과 규범을 지키는 것을 좋아하며 에밀리가 얌전한 숙녀가 되기를 바라고 있다. 참고 기종은 닛산 휘가로.
- 터그 (영어: Tug)

뭉게공항 소속의 터그카(tug car)로 주기장에서 작은 화물 따위를 실어나르는 역할을 하고 있다.
- 쿠쿠 (중국어: 酷酷 (중국))

구구의 전용 지게차로 구구에게 화물을 실어주는 역할을 하고 있다. 어렸을 적에 겪었던 사고 때문에 고소공포증을 가지고 있다.
- 포크리, 포크루

구구의 전용 소형 지게차로 구구에게 화물을 실어주는 역할을 하고 있다.
- 라베베 (영어: Laveve, 중국어: 維維 (중국))

뭉게공항 소속의 오물처리차로 항공기에 실려있는 오물을 처리장을 옮기는 역할을 하고 있다. 태생에 대한 컴플렉스 탓인지 자주 씻는 편이다. 꽃밭을 가꾸는 것을 좋아한다.
- 토잉 (영어: Towing, 중국어: 托引 (대만))

뭉게공항 소속의 푸시백 카로 중·대형 항공기를 지상에서 밀거나 끌어서 옮기는 역할을 하고 있다. 바람둥이 끼가 있으며 일리에게 관심이 많다.
- 오코

뭉게공항 소속의 연료차로 항공기에 연료를 보급하는 역할을 하고 있다. 참고로 창문을 보면
타타대우 노부스라는 걸 알 수 있다.
- 팔로미 (영어: Followme, 중국어: 布丁 (중국))

뭉게공항 활주로에 배치된 유도등으로 수가 많으며 바퀴가 달려 있어 이리저리 옮겨다닐 수 있다. 말을 할 수는 없지만 자기들끼리는 의사소통이 가능한 듯 하며 하늘을 나는 것이 꿈이다. 비행기들의 이착륙 솜씨를 평가하는 것을 좋아한다. 뭉게공항 2기에서 도둑 헬기 핀치에게 잡힌 적이 있다.
- 린다

뭉게공항 소속의 푸시백 카이다.
- 클린

뭉게공항 소속의 대형 청소차이다. 블링에게는 상사이다.
- 쿤 (영어: Coon)

뭉게공항 소속의 공상버스로서 주기장 내에서 승객들을 태우고 다니는 역할을 하고 있다.
- 펌핑

뭉게공항 소속의 디아이싱카(de-icing car)로서 항공기 표면에 붙은 얼음을 제거하는 역할을 하고 있다.
포스킹 전용 크루]
- 레모

포스킹의 전용 리무진이다.
- 티지

포스킹의 전용 터그카이다.
- 쿨리

포스킹의 전용 디아이싱카이다.
- 테비

포스킹의 전용 스텝카(step car)이다.
[롱롱의 전용 크루]
- 벨토

롱롱의 전용 벨트로더(belt loader)이다.
- 하이로

롱롱의 전용 하이로더(high loader)이다.
- 쉐프

롱롱의 전용 기내식 운반차(catering car)이다. 참고 기종은 이스즈 엘프
- 홉스

롱롱의 전용 스텝카이다.

### 날개학교
사막 한가운데에 있는 작은 비행학교로 로키 선생이 운영하는 곳이다. 스카이윙 이후 오랫동안 학생이 없다가 윙키, 에밀리, 벤, 썬더, 펠리코, 캘리가 동시에 입학하였다. 비행훈련을 위한 여러 가지 시설과 장애물을 갖추고 있다.
- 로키

날개학교의 선생으로 비행술을 가르치고 있다. 얼핏 보기에 엉뚱한 것만 가르치는 것처럼 보이는 괴짜이지만 좋은 실력을 가지고 있다. 스카이윙을 제자로 둔 적이 있다. 참고 기종: 자체 디자인(리퍼블릭 P-47 썬더볼트와 포케울프 FW190의 디자인 혼합)
- 썬더
  - 참고 기종: 노스아메리칸 P-51/F-51 머스탱

먹구름공항에 소속된 경비행기로 정해진 규범을 지키는 것을 별로 좋아하지 않으며 속도감을 즐기는 것을 좋아한다. 건방진 성격의 소유자로 윙키와 자주 대립한다. 참고로 썬더는 트라이사이클이지만 실제 P-51은 테일드래거이다.
- 펠리코

먹구름공항에 소속된 헬리콥터로 산만하고 엉뚱한 성격의 소유자이다. 항상 카메라를 가지고 다니며 이것저것 신기한 것들을 찍고 다닌다.참고 기종: 로빈슨 R22
카메라를 가지고 다니는설정답게 영화촬영을 꿈꾸고 있다는 설정이 초기 설정이었다. 그래서 헬리콥터의 발음에 가까운(?) 페데리코 팰리니에서 이름을 따와 펠리코 라는 이름으로 설정되었다.
- 캘리
  - 참고 차종: 자체 디자인(미니 해치백 2세대의 동체에 포르쉐 카이엔의 전면부 그래픽 적용)

썬더의 전용 크루이다. 까칠한 성격을 가지고 있지만 때때로 약한 면을 보여주기도 한다. 벤을 짝사랑하고 있다.

### 기타
- 스카이윙

TV 프로그램 ‘모두모두 윙윙’에 출연하는 스타로 비행기들의 동경의 대상이다. 참고 기종은 기어형태, 인원 변한 마르게티 SF-260
시나리오 작가가 '모두모두 쇼'라는 유아용 애니메이션의 기획 감독이어서 이스터에그로 스카이 윙의 TV프로그램 이름을 '모두모두 윙윙'이라는 이름을 지었다고 한다.
- 곡예비행대장 (중국어: 隊長 (중국))
  - 참고 기종: T-50 골든이글

곡예비행대를 이끄는 비행기로 이곳 저곳을 다니며 화려한 공중 곡예를 펼치는 일을 하고 있다. 윙키가 벤의 부품을 구하기 위해 장거리 비행을 할 때 윙키를 도와주기도 했다. 로키 선생과 어렸을 적에 친구 사이였다.
- 루카 (중국어: 樂樂 (중국))
  - 참고 기종: 테라퓨지아 트랜지션

공중비행과 지상주행을 모두 할 수 있는 신비차(flying car)로 날개를 접으면 지상주행 모드가 되고 날개를 펴면 비행할 수 있다. 비행기도, 자동차도 아닌 정체성에 대한 콤플렉스가 있지만 윙키의 도움으로 자기만의 장점을 발견하는 데 성공한다.
- 박사(중국어: 博士 (중국))

루카를 개발한 장본이다.
- 세스 (중국어: 智遠 (중국))
  - 참고 기종: 세인트루이스의 정신호

오래전에 세계일주 비행에 성공한 것으로 알려지는 전설의 비행기이다. 나이가 굉장히 많아서인지 옛날 이야기만 늘어놓기도 하지만 윙키에게 비행에 관한 여러 가지 조언을 해 준다.
- 스페이스(중국어: 美琳 (중국))

인공위성으로 통신 중계를 담당하고 있다.
- 베비, 베베
  - 참고 기종: 세스나 172

윙키의 고향인 울라불라 공항에서 비행 연습을 하고 있는 꼬마 비행기들이다.
- 소링

뭉게공항에서 있었던 축제에서 처음 등장하였다. 1기에서는 글라이더였으나 후에 태양전지를 사용하는 동력비행기로 개조되어 날이 흐리지 않는 한 스스로 비행이 가능하게 되었다.
- 파머 (중국어: 兜兜 (중국))
  - 참고 기종: 에어트랙터 AT-502

농업 지대에서 일하고 있는 농업용 항공기이다. 항공 파종이나 농약 살포 등의 일을 하고 있다. 참고로 혼자서 일을 했기 때문에
교신을 해 본 적이 없다.
- 초초
  - 참고 기종: 콜롬반 크라이-크라이

작은 몸집이라서 45Km까지 못 날아 작은 섬들에 착륙하는 걸
반복해 뭉게공항까지 날아온 비행기.
- 클라우드
  - 참고 기종: 피츠 스페셜

뭉게공항에서 비를 만들려고 윙키를 부른 인공강우 비행기, 주문은 "구름아, 구름아, 씨앗 줄게, 비를 다오!"이다.

## 뭉게공항밖의 다른비행기
- 통크
  - 참고 기종: 그러먼 F-14 톰캣

윙키가 비행 중에 본 가변익기, 날개를 접으면 속도가 빨라진다.
- 헬로
  - 참고 기종:  CH-47 치누크

날개학교에 헬모와 같이 찾아온 아들 헬리콥터, 과잉 보호를 벗어나 자신의 꿈을 찾는다.
- 라이
  - 참고 기종: 시러스 SR22

뭉게공항에서 열린 비행대회에서 만난 거짓말쟁이 경비행기.
- 공적일당
  - 참고 기종: 0식 함상전투기

구구와 일리를 쫓던 악역 비행기.
- 스쿠루지
  - 참고 기종:도르니에르 Do 228

뭉게공항에서 돈과 연료를 아껴 가난한 아이들에게 꿈과 희망을 준 비행기.
- 스텔스
  - 참고 기종: 록히드 F-117 나이트호크

레이더에 잡히지 않아 유령 비행기로 소문난 비행기.
- 재즈
  - 참고 기종: 에어버스 A320

감귤공항 소속의 소형 여객기로서 인정받지 못해 승객을 태워 본 적이 없는 비행기.
- 왕자
  - 참고 기종: 다이아몬드 DA42 트윈스타

뭉게공항 2기 11화에서 처음 등장한 고급 비행기. 지도공부가 싫어 지도나라에서 탈출해 사막에서 에밀리를 만났다.
- 비거
  - 참고 기종: 에어버스 A340

뭉게공항으로 오는 중에 포스킹을 꼬마라고 놀린 심술쟁이 어른 비행기.
- 슬리피
  - 참고 기종: 에즐리 옵티카

수면증에 걸린 비행기, 뭉게공항에서 가장 잠꾸러기다.

## 목소리출연
- 전숙경 - 윙키, 보투
- 윤승희 - 에밀리, 애니, 벤(2기), 샤샤
- 유동균 - 포스킹, 롱롱, 스카이윙
- 변현우 - 구구, 오코
- 배정미 - 일리, 퀴니, 썬더, 루카
- 방우호 - 벤(1기), 토잉, 로키
- 안소이 - 미코, 터그, 펠리코, 파머, 라이, 미니
- 양유진 - 블링, 캘리
- 윤세웅 - 지푸, 포크리, 포크루, 라베베

## 주제가

### 1기
- 오프닝 주제가
  - 작사·작곡·편곡: 홍지영
  - 노래: 전숙경
  - 코러스: 유가인, 이나리, 방우호

- 엔딩 주제가
  - 작사, 작곡, 편곡: 홍지영
  - 노래: 유가인
  - 코러스: 이성철, 진소주, 유가인
  - 색소폰: 김강원

### 2기
- 오프닝 - 날개를 펼쳐봐
- 엔딩 - Fly High
  - 작사, 작곡: 이나리, 정진욱
  - 편곡: 푸른하늘
  - 노래: 유진
  - 코러스: 이지은, 최은혜

## 제작진

### 1기
- 기획: 목훈, 남진규
- 제작: 이청방, 서정수
- 기획 프로듀서: 조홍준
- 프로듀서: 김정선
- 총감독: 김형선
- 구성: 오정은, 김한나, 김수경, 윤정은
- 시나리오: 오정은
- 각색: 김형선, 오자초
- 조감독: 송길헌
- 연출: 오자초, 허용국, 김용식, 김붕
- 기술감독: 오건, 조준챤
- 미술감독: 류지나
- 캐릭터 디자인: 김용식, 송길헌, 이상하
- 배경, 소품 디자인: 이상하, 김용식
- 색채 설계: 김병기, 이숙현
- 스토리 보드: 이기석, 최지훈, 강민욱, 한문중, 오자균, 박소영, 최훈철, 이종경, 김호락, 한충헌
- 대본: 봉선화
- 코디네이터: 구현우
- 통역, 번역: 제효정, 류춘염, 가흠
- 제작지휘: 멍위
- 모델링 팀장: 왕페이
- 모델링: 양대린, 류류, 마지군, 강리나, 고천량, 운홍팅, 왕지
- 리깅: 신좌봉, 왕해토
- 애니메이션 감독: 시진신, 리이
- 애니메이션 팀장: 우하이롱, 마지용, 동원휘
- 애니메이션: 류카이타이, 황유펑, 장지이안, 후이얀, 멍시양펑, 송야초, 순위, 귀야안위, 쿼타오, 취영영, 한렁, 장차오, 우하오롱, 마이헝, 이밍향, 루월홍
- 렌더팀장: 장슈오, 고량
- 조명: 주하이원
- 특수효과: 이가위, 고춘나, 두란환
- 렌더링: 류준, 공영, 이뤼앙, 장광위, 만페이페이, 왕후왕, 주루루, 류우붜, 양천월, 취시우쥔, 후신신, 시리리, 장시문, 조우환, 위파지엔, 위양, 로환, 뤄진롱, 순스쥐
- 편집: 유성종
- 사운드 녹음, 믹싱: GG사운드
- 사운드 슈퍼바이저: 김희집
- 사운드 디자인, 편집: 장효영, 정윤미
- 음악 감독: 홍지연
- 음악 어시스트: 이나리
- 편집 감독: 홍종만, 안중태
- 컴퓨터 그래픽: 민기선
- 연출: 목훈
- 해외배급, 라이선싱: 최문호
- 제작협조: 김형만, 김상우, 장연주
- 기획: KBS
- 제작: DPS, 핑고, KTH

### 2기
- 책임 프로듀서: 김찬규
- 제작: 남진규, 이청방, 서정수
- 기획: 신동조, 조홍준
- 프로듀서: 김정선
- 감독: 김형선
- 구성: 한충헌, 박지연
- 시나리오: 박지연, 최지영, 한충헌
- 윤색: 김형선, 봉선화
- 보조 작가: 김근영, 이채론, 강원, 김소영, 홍서연, 유진영, 박나연
- 연출팀장: 송길헌
- 연출: 강승길, 김붕, 이갑민, 오자초, 허용국, 이기석
- 기술 감독: 오건
- 미술 감독: 류지나
- 캐릭터, 배경, 소품 디자인: 이상하, 김용식, 송길헌
- 색채 설계: 김병기, 이주경
- 스토리 보드: 이기석, 고승현, 최지훈, 전호성, 진의영, 김재우, 박소영, 장재운, 변권철, 김재원, 한문중, 강민욱, 최수명
- 제작 진행: 장세희
- 코디네이터: 제효정, 장앤, 손암빙, 주혜영, 채해미
- 제작 지휘: 주준천, 양해토, 주홍명
- 모델링 팀장: 왕비
- 모델링: 양대림, 조월, 유류
- 리깅: 진명원, 신조풍
- 애니메이션 팀장: 시진신, 이이
- 애니메이션: 한지, 오해용, 황옥붕, 동원혜, 손옥, 부유지, 요리남, 진가위, 인동설, 황용망, 대은용, 상부심, 장서우, 양홍빈, 천우, 서리나, 마상, 손토, 왕강, 호성호
- 맵핑 팀장: 왕지강, 장석
- 렌더 팀장: 고량, 이예양
- 렌더링: 하엄화, 우양, 정설영, 이향경, 라금용, 마운용, 우경, 장애광, 장시문, 손사구, 려닝, 왕보론, 서즉심, 수평, 구월삼, 석리리, 이예양, 공영
- 특수효과 팀장: 이가위
- 특수효과: 고춘나, 도란현, 우향토, 설우, 장용
- 편집: 유성종
- 녹음, 믹싱: GG사운드
- 사운드 슈퍼바이저: 김희집
- 사운드 디자인: 장문정
- 사운드 편집: 김한나
- 음악 감독: 이나리, 정진욱
- 해외 배급, 라이선싱: 최문호, 이진경, 장대한
- 제작 협조: 박병호, 김철민, 심희대, 김형만, 김상우, 장연주, 고경표, 최정윤, 안주현
- 촬영 협조: 제주항공, 한국공항공사
- 자문: 이동건, 김규희, 김병철, 한고희, 정찬범, 김수한, 김태완, 임상민, 김주희, 프로젝트 케이
- 제작 지원: 한국콘텐츠진흥원
- 홍보: 박정재
- 홈페이지: KBS 미디어, 김은경, 박혜원
- 편집감독: 기경희
- CG: 민기선
- 연출: 신동조
- 제작: KBS, DPS, 핑고, KTH
- 배급: 네이버 TV

## 방영 목록

### 1기

#### 2012년
| 회차 | 방영일    | 부제                                  |
| ---- | --------- | ------------------------------------- |
| 1화  | 3월 28일  | 뭉게공항으로 온 윙키                  |
| 1화  | 3월 28일  | 윙키의 새로운 고향                    |
| 1화  | 3월 28일  | 내꿈은 세계일주                       |
| 2화  | 4월 4일   | 공중급유는 어떻게?                    |
| 2화  | 4월 4일   | 일리의 우편물                         |
| 2화  | 4월 4일   | 연료를 버려요                         |
| 3화  | 4월 18일  | 새 친구 에밀리                        |
| 3화  | 4월 18일  | 윙키의 별자리                         |
| 3화  | 4월 18일  | 인공위성을 만났어요                   |
| 4화  | 4월 25일  | 윙키와 하늘길                         |
| 4화  | 4월 25일  | 두근두근 일리                         |
| 4화  | 4월 25일  | 비를 부르는 비행기 클라우드           |
| 5화  | 5월 5일   | 윙키와 에밀리의 첫 탐험 설인을 찾아라 |
| 5화  | 5월 5일   | 새떼가 찾아왔어요                     |
| 6화  | 5월 12일  | 라베베의 꽃밭                         |
| 6화  | 5월 12일  | 팔로미 비행연습을 부탁해              |
| 7화  | 5월 19일  | 부글부글 화산                         |
| 7화  | 5월 19일  | 제멋대로 파머                         |
| 8화  | 5월 26일  | 포스킹 차례를 지켜요                  |
| 8화  | 5월 26일  | 소링 바람을 타고 날아요               |
| 9화  | 6월 2일   | 떠다니는 섬                           |
| 9화  | 6월 2일   | 비행영웅 세스 할아버지                |
| 10화 | 6월 9일   | 돌고래를 고향으로                     |
| 10화 | 6월 9일   | 포스킹과 앵무새                       |
| 11화 | 6월 16일  | 어린이 견학 소동                      |
| 11화 | 6월 16일  | 윙키 태어나다                         |
| 12화 | 6월 23일  | 더위를 이겨요                         |
| 12화 | 6월 23일  | 멋진 친구들                           |
| 13화 | 6월 30일  | 블링의 청소 대소동                    |
| 13화 | 6월 30일  | 꼬마 비행기 초초                      |
| 14화 | 7월 7일   | 지푸는 놀고 싶어                      |
| 14화 | 7월 7일   | 포스킹과 라베베                       |
| 15화 | 7월 14일  | 번개가 무서워요                       |
| 15화 | 7월 14일  | 스타가 된 구구                        |
| 16화 | 7월 21일  | 둘이서 함께                           |
| 16화 | 7월 21일  | 지푸의 이상한 하루                    |
| 17화 | 7월 28일  | 뭉게공항의 모델은 누구?               |
| 17화 | 7월 28일  | 영광의 물대포                         |
| 18화 | 8월 4일   | 롱롱아저씨와 셔틀                     |
| 18화 | 8월 4일   | 세상에서 가장 멋진 쇼                 |
| 19화 | 8월 11일  | 대단한 활주로                         |
| 19화 | 8월 11일  | 얼음 축제에 가요                      |
| 20화 | 8월 18일  | 날아라 윙키                           |
| 20화 | 8월 18일  | 빙글빙글 소문                         |
| 21화 | 8월 25일  | 석상 소동                             |
| 21화 | 8월 25일  | 시간이 마법을 부렸어요                |
| 22화 | 9월 1일   | 소방훈련 소동                         |
| 22화 | 9월 1일   | 구구의 미술여행                       |
| 23화 | 9월 8일   | 너희들이 최고야                       |
| 23화 | 9월 8일   | 변신 비행기 루카                      |
| 24화 | 9월 15일  | 보니타와 꽃다발                       |
| 24화 | 9월 15일  | 가면 축제                             |
| 25화 | 9월 22일  | 안전 운전 면허                        |
| 25화 | 9월 22일  | 토잉과 린다                           |
| 26화 | 9월 29일  | 꼬마기차 띠띠                         |
| 26화 | 9월 29일  | 미코의 바쁜 하루                      |
| 27화 | 10월 6일  | 몰도라도로 놀러오세요                 |
| 27화 | 10월 6일  | 비거와 윙키                           |
| 28화 | 10월 13일 | 두근두근 발굴                         |
| 28화 | 10월 13일 | 펄펄 눈이 옵니다                      |
| 29화 | 10월 20일 | 힘내요 폴                             |
| 29화 | 10월 20일 | 벤의 노래                             |
| 30화 | 10월 27일 | 뒤바뀐 화물                           |
| 30화 | 10월 27일 | 윙키 할아버지 공항에 놀러가다         |
| 31화 | 11월 3일  | 미리미리 예방해요                     |
| 31화 | 11월 3일  | 구구가 이상해요                       |
| 32화 | 11월 10일 | 하늘을 나는 돌고래                    |
| 32화 | 11월 10일 | 구구의 휴가                           |
| 33화 | 11월 17일 | 일리의 멋진 변신                      |
| 33화 | 11월 17일 | 북극으로 간 윙키                      |
| 34화 | 11월 24일 | 소풍은 즐거워                         |
| 34화 | 11월 24일 | 사막의 등대 팔로미                    |
| 35화 | 12월 1일  | 뉴뉴공항의 첫 번째 손님               |
| 35화 | 12월 1일  | 무서울 것 없어                        |
| 36화 | 12월 8일  | 포스킹의 선택                         |
| 36화 | 12월 8일  | 벤이 아파요                           |
| 37화 | 12월 15일 | 태평양을 넘어서                       |
| 37화 | 12월 15일 | 소중한 친구                           |

### 2기

#### 2013년
| 회차 | 방영일    | 부제                         |
| ---- | --------- | ---------------------------- |
| 1화  | 10월 26일 | 윙키 - 세계 일주를 떠나다    |
| 1화  | 10월 26일 | 두근두근 날개학교에 입학하다 |
| 1화  | 10월 26일 | 뭉게공항 소개는 힘들어       |
| 2화  | 11월 2일  | 기본이 중요해                |
| 2화  | 11월 2일  | 정비가 필요해                |
| 2화  | 11월 2일  | 벤의 백과사전을 찾아줘       |
| 3화  | 11월 9일  | 기다려줘요 스카이윙          |
| 3화  | 11월 9일  | 잘 들어 펠리코               |
| 3화  | 11월 9일  | 잔소리는 이제 그만           |
| 4화  | 11월 16일 | 욕심쟁이 비행                |
| 4화  | 11월 16일 | 왕자의 휴일                  |
| 4화  | 11월 16일 | 대서양 사각지대에 가다       |
| 5화  | 11월 23일 | 공중돌기는 힘들어            |
| 5화  | 11월 23일 | 펠리코가 빨라졌어요          |
| 5화  | 11월 23일 | 파이팅 헬로                  |
| 6화  | 11월 30일 | 숨은 그림 찾기               |
| 6화  | 11월 30일 | 낮게 날면 위험해             |
| 6화  | 11월 30일 | 게임에 빠진 지푸             |
| 7화  | 12월 7일  | 쿤탄타 공항에 갈테야         |
| 7화  | 12월 7일  | 싸우면 안돼요                |
| 7화  | 12월 7일  | 새를 쫓는 로봇새             |
| 8화  | 12월 14일 | 푸푸호수의 토라              |
| 8화  | 12월 14일 | 밤에만 보여요                |
| 8화  | 12월 14일 | 우리는 단짝친구              |
| 9화  | 12월 21일 | 우리도 끼워줘                |
| 9화  | 12월 21일 | 안개속의 마라톤              |
| 9화  | 12월 21일 | 뭉게공항 기자가 될래요       |
| 10화 | 12월 28일 | 일리는 하늘뒤집기 선수       |
| 10화 | 12월 28일 | 도둑 헬기 핀치               |
| 10화 | 12월 28일 | 미끄러지지 않는 연료?        |

#### 2014년
| 회차 | 방영일   | 부제                           |
| ---- | -------- | ------------------------------ |
| 11화 | 1월 4일  | 뭉게공항에 놀러 온 베비와 베베 |
| 11화 | 1월 4일  | 태양열 비행기 소링             |
| 11화 | 1월 4일  | 지도가 없어도 괜찮아요?        |
| 12화 | 1월 18일 | 빠른 것보다는 정확하게         |
| 12화 | 1월 18일 | 맘대로 비행하면 안돼요         |
| 12화 | 1월 18일 | 장대넘기를 잘하는 방법         |
| 13화 | 1월 25일 | 소금사막에 가다                |
| 13화 | 1월 25일 | 둘만의 시간이 필요해           |
| 13화 | 1월 25일 | 캘리의 소원                    |
| 14화 | 2월 1일  | 스타선발대회                   |
| 14화 | 2월 1일  | 견학생 윙스카                  |
| 14화 | 2월 1일  | 함께라면 재밌어요              |
| 15화 | 2월 8일  | 전설의 고수비행기              |
| 15화 | 2월 8일  | 탐험대장을 찾아서              |
| 15화 | 2월 8일  | 장거리비행을 떠나요            |
| 16화 | 2월 15일 | 따라쟁이 마임                  |
| 16화 | 2월 15일 | 맨 처음 비행기                 |
| 16화 | 2월 15일 | 달무지개를 봤어요              |
| 17화 | 2월 22일 | 영웅의 바퀴?                   |
| 17화 | 2월 22일 | 몰래 카메라                    |
| 17화 | 2월 22일 | 등불축제에 가다                |
| 18화 | 3월 1일  | 귀가 아파요                    |
| 18화 | 3월 1일  | 슬리피는 잠꾸러기              |
| 18화 | 3월 1일  | 돌아온 루팡                    |
| 19화 | 3월 15일 | 팔로미가 사라졌어요            |
| 19화 | 3월 15일 | 빨리나는 방법                  |
| 19화 | 3월 15일 | 레이더를 이용해                |
| 20화 | 3월 22일 | 우주에서 돌아온 친구           |
| 20화 | 3월 22일 | 누가 이길까?                   |
| 20화 | 3월 22일 | 도와줘 리판                    |
| 21화 | 3월 29일 | 떠돌이 비행기 스텔스           |
| 21화 | 3월 29일 | 날개학교의 불청객              |
| 21화 | 3월 29일 | 노래로 말해요                  |
| 22화 | 4월 5일  | 구조요청이 들어왔어요          |
| 22화 | 4월 5일  | 토네이도가 오고 있어요         |
| 22화 | 4월 5일  | 서로에게 배워요                |
| 23화 | 4월 12일 | 낙하산을 펼쳐라                |
| 23화 | 4월 12일 | 진짜 범인은?                   |
| 23화 | 4월 12일 | 재즈는 할 수 있어              |
| 24화 | 4월 26일 | 엄마와 함께가요                |
| 24화 | 4월 26일 | 스카이윙의 과거                |
| 24화 | 4월 26일 | 안테나가 고장났어요            |
| 25화 | 5월 3일  | 유산을 받게 되었어요           |
| 25화 | 5월 3일  | 스카이윙의 특별한 비행비법     |
| 25화 | 5월 3일  | 로키 선생님을 구하자           |
| 26화 | 5월 10일 | 우승컵을 찾아서                |

## 특이 사항
2기에서는 각 화 마지막 부분에 〈무엇이든 물어보세요〉 코너를 방영하였다. 이 코너는 항공기에 관한 윙키의 질문에 로키 선생이 대답을 하는 형식으로 구성되어 있으며 항공기에 관한 일반 상식을 간단하게 알려주었다.
| 회차    | 질문                                                                                      | 내용                                      |
| ------- | ----------------------------------------------------------------------------------------- | ----------------------------------------- |
| 1 ~ 5   | 비행기는 언제 태어났나요?                                                                 | 라이트 플라이어와 항공의 발달에 관한 설명 |
| 6 ~ 10  | 윙키와 에밀리, 썬더 등은 프로펠러를 가지고 있는데 왜 포스킹이나 롱롱은 프로펠러가 없나요? | 항공기의 기관과 추진방식에 관한 설명      |
| 11 ~ 14 | 비행기는 하늘에서 어떻게 방향을 바꾸나요?                                                 | 비행기의 조종면과 그 작동에 관한 설명     |
| 15 ~ 19 | 없음                                                                                      | 태양광 항공기에 관한 설명                 |
| 20 ~ 26 | 뭉게공항의 비행기들은 왜 하늘을 날 때 바퀴를 동체 안으로 집어넣나요?                      | 항공기의 착륙장치에 관한 설명             |